# Euphorbia brownii
Euphorbia brownii es una especie fanerógama perteneciente a la familia de las euforbiáceas. Es endémica de Australia Occidental.

## Taxonomía
Euphorbia brownii fue descrita por Henri Ernest Baillon y publicado en Adansonia 6: 290. 1866.
Etimología
Euphorbia: nombre genérico que deriva del médico griego del rey Juba II de Mauritania (52 a 50 a. C. - 23), Euphorbus, en su honor – o en alusión a su gran vientre –  ya que usaba médicamente Euphorbia resinifera. En 1753 Carlos Linneo asignó el nombre a todo el género.
brownii: epíteto otorgado en honor del botánico escocés Robert Brown (1773-1858), quien viajó a Australia y publicó en 1810 la obra Prodromus Florae Novae Hollandiae.